# Aleksander Rogaliński
Aleksander Rogaliński (ur. 1833, zm. 1896 we Lwowie) – austriacki oficer huzarów i oficer wojsk Garibaldiego, instruktor w polskiej szkole wojskowej we Włoszech. Major w powstaniu styczniowym. Dowodził w zwycięskiej potyczce pod Ciołkowem dnia 22 stycznia 1863. W walce tej stracił oko i wycofał się z dalszych walk. Od czerwca do września 1863 r. referent w Wydziale Wojny.